# Alfred J. Lotka
Alfred James Lotka (2 de març de 1880 – 5 de desembre de 1949) fou un matemàtic, químic físic, i estadístic estatunidenc, famós pels seus treballs sobre bibliometria, la Llei de Lotka o Llei de la productivitat dels autors; i sobre dinàmica de poblacions i energètica. És un dels biofísics nord-americans més coneguts principalment per la seva proposta del model depredador-presa, desenvolupat simultània però independentment amb Vito Volterra. El model Lotka-Volterra és avui encara la base de molts models utilitzats en l'anàlisi de dinàmica de poblacions dins l'ecologia.

## Biografia
Lotka va néixer el 1880 a Lwów, Àustria-Hongria, anteriorment part de Polònia i actualment d'Ucraïna. Els seus pares, Jacques i Marie (Doebely) Lotka, eren missioners nord-americans expatriats i, per tant, ell va ser educat de manera internacional. El 1901 obté el Bachelor on science per la Universitat de Birmingham, Anglaterra; i el curs següent cursa estudis a la Universitat de Leipzig. El 1902 es trasllada als Estats Units i el 1909 es gradua a la Universitat Cornell. Finalment el 1912 es doctora en ciència de nou a la Universitat de Birmingham.
Ocupacions
- Químic ajudant en la General Chemical Company (1902–1908, 1914–1919)
- Examinador de patents a l'US Patent Office (1909)
- Físic ajudant en el National Bureau of Standards (1909–1911)
- Editor del Scientific American Supplement (1911–1914)
- Membre del personal a la Johns Hopkins Universitat (1922–1924)
- Estadístic a la Metropolitan Life Insurance Company de Nova York (1924 fins a la seva jubilació el 1948)[1]

El 1935 es casà amb Romola Beattie. No van tenir fills.
Honors
- President de la Population Assoociation of America (1938–1939)
- President de l'American Statistical Association (1942)
- Vicepresident de l'Union for the Scientific Investigation of Population Problems
- Chairman del United States National Commitee of the Union
- Fellow de l'American Public Health Association
- Fellow de l'Institute of Mathematical Statistics

Va morir a Nova York el 1949

## Obra
Tot i que avui dia és conegut principalment per les equacions Lotka–Volterra les equacions utilitzades en ecologia, Lotka fou un bio-matemàtic i un bio-estadístic, que va pretendre aplicar els principis de les ciències físiques a les ciències biològiques. El seu interès prioritari va ser la demografia, el qual possiblement venia influït per la seva elecció professional com a estadístic a la Metropolitan Life Insurance.
Un de les publicacions més primerenques de Lotka va ser el 1912 quan proposà una solució a segon model de malària de Ronald Ross. El 1923 va publicar un minuciós anàlisi en cinc parts que cobria els dos models de malària de Ross. La quarta part de la sèrie, escrita amb F.R. Sharpe, modelava el lapse de temps d'incubació del patogen. El n1925 publicà Elements of physical biology, el primer llibre de biologia matemàtica. També és conegut per la seva perspectiva energèticadde l'olució. Lotka proposà que la selecció natural era, en la seva arrel, una lluita entre organismes per l'energia disponible. Els organismes que sobreviuen i prosperen són aquells que capturen i usen l'energia en una proporció i eficiència més efectiva que la dels seus competidors. Lotka va estendre el seu marc energètic a la societat humana. En particular, va suggerir que el canvi en la dependència de l'energia solar a les energies no renovables plantejaria reptes únics i fonamentals a la societat. Aquestes teories fan de Lotka un autèntic precursor en el desenvolupament de l'economia biofísica i l'economia ecològica, avançant el que ferien després Frederick Soddy, Howard Odum i altres.

### Elements de biologia física
Lotka completà el 1925 a la Universitat Johns Hopkins el seu llibre Elements of physical biology en el que estenia l'obra de Pierre François Verhulst. El seu primer llibre reunia tot la seva feina prèvia anterior i organitzava les seves idees d'unitat i universalitat de les lleis de la física. Aconseguia així fer la seva obra accessible a altres científics, resumint la seva feina anterior i organitzant les seves idees d'unitat i universalitat de lleis físiques. Tot i que el llibre va cobrir una gran quantitat de temes, des de l'energètica de l'evolució a la naturalesa física de la consciència, l'autor és principalment conegut avui dia per l'equació Lotka–Volterra de dinàmica de poblacions.

### Energètica de l'evolució
La feina més primerenca es va centrar en l'energètica i en les aplicacions de la termodinàmica a les ciències de la vida.
Lotka va proposar una teoria en la que el concepte darwinià de selecció natural podia ser quantificat com a llei física. La llei que va proposar era que el principi selectiu d'evolució era aquell que afavoria la màxima transformació de flux d'energia. L'ecòleg de sistemes generals Howard T. Odum aplicaria més tard la proposta de Lotka com a guia central característica del seu treball d'ecologia de sistemes. Odum va anomenar la proposta de Lotka principi del poder màxim.

### Demografia i salut pública
La feina de Lotka en demografia matemàtica va començar el 1907 amb la publicació d'articles a les revistes Science i American Journal of Science. Va publicar una dotzena d'articles durant dues dècadesdiversos papers de dotzena en el subjecte per damunt més de dues dècades, culminant amb Théorie Analytique des Associacions Biologiques (Teoria Analítica d'Associacions Biològiques). Part 1, Principes, 45 pàgines, publicat el 1934, Part 2, Analyse demographique avec application particuliere a l'espece humaine, 149 pàgines, el 1939, tots dos per Hermann & Cie, Paris.

### Bibliometria
Dins del camp de la bibliometria enfocà la seva tasca particularment a la part dedicada a estudiar les publicacions científiques. És reconegut per la Llei de la productivitat dels autors o Llei de Lotka. Tal com explica W. G. Poitier: "Aquesta llei proposa una distribució basada en el quadrat invers: el nombre d' autors que escriuen n articles és l/n2 el nombre d'autors que escriuen un sol article. A cada àrea temàtica se li pot associar un exponent que representa el seu índex específic de productivitat d'autor" Lotka també investigà i contribuí, descobrint nous camins, en el camp de la cienciometria, l'estudi científic de les publicacions científiques.
Lotka formà equip amb Louis Israel Dublín, un altre estadístic d l'empresa Metropolitan Life. Els dos junts escrigueren tres llibres sobe demografia i salut pública: The Money Value of a Man (1930), Length of Life (1936), Twenty-five Years of Health Progress (1937).

## Publicacions
- Lotka, A.J (1925) 'Elements of Physical Biology' [PDF] reprinted by Dover in 1956 as Elements of Mathematical Biology.
- Lotka, A.J. (1939) Théorie Analytique des Associations Biologiques translated in 1998 as Analytical Theory of Biological Populations. New York: Plenum Press.
- Lotka, A.J. (1989). Lotka on population study, ecology, and evolution. Population and Development Review, 15(3), 539–550.
- Lotka, A.J. (1998). Analytical theory of biological populations. New York: Plenum Press

Articles, una selecció
- Lotka, A.J. (1907). Relation between birth rates and death rates. Science, 26: 121–130.
- Sharpe, F.R. & Lotka, A.J. (1911). A problem in age distribution. Philosophical Magazine, 21: 435–438.
- Lotka, A.J (1912) Quantitative studies in epidemiology. Nature, 88: 497-498.
- Lotka, A.J. (1919). A contribution to quantitive epidemiology. Journal of the Washington Academy of Sciences, 9: p. 73.
- Lotka, A.J (1922a) 'Contribution to the energetics of evolution Arxivat 2019-07-13 a Wayback Machine.' [PDF]. Proc Natl Acad Sci, 8: pp. 147–51.
- Lotka, A.J (1922b) 'Natural selection as a physical principle Arxivat 2019-07-13 a Wayback Machine.' [PDF]. Proc Natl Acad Sci, 8, pp 151–54.
- Lotka, A.J (1923) Contribution to the analysis of malaria epidemiology. ``The American Journal of Hygiene, 3: 1-121.
- Lotka, A.J. (1926) “The Frequency Distribution of Scientific Productivity.” Journal of the Washington Academy of Sciences 16(1926):317-23.

Sobre Lotka
- Haaga, J. (2000). Alfred Lotka, mathematical demographer. Population Today, 28(2), 3.
- Kingsland, S.E. (1985). Modeling nature: episodes in the history of population ecology. Chigago: University of Chicago.
- Jacques Véron. 2008. Alfred J. Lotka and the Mathematics of Population Electronic Journal for History of Probability and Statistics, Vol 4, No 1, June.